# Orwell (Vermont)
Orwell ist eine Town im Addison County des Bundesstaates Vermont in den Vereinigten Staaten mit 1239 Einwohnern (laut Volkszählung von 2020).

## Geografie

### Geografische Lage
Sie liegt an einem südöstlichen Ausläufer des Lake Champlain. Ihre westliche Grenze bildet zugleich die Grenze zum Bundesstaat New York. Das Gebiet ist weitgehend eben, die höchste Erhebung ist der 230 m hohe Blueberry Hill; der Landstrich enthält zwar mehrere kleine Seen, Bäche und Altarme von Zuflüssen, aber keine großen Wasserläufe. Das Gebiet wird in erster Linie für Milchviehwirtschaft und Getreideanbau genutzt. Zusätzlich ziehen der im Nordwesten des Gebietes gelegene Mount Independence und das ihm gegenüber liegende Fort Ticonderoga Touristen an.

### Nachbargemeinden
Alle Entfernungen sind als Luftlinien zwischen den offiziellen Koordinaten der Orte aus der Volkszählung 2010 angegeben.
- Norden: Shoreham, 5,1 km
- Nordosten: Whiting, 7,6 km
- Osten: Sudbury, 11,6 km
- Südosten: Hubbardton, 12,5 km
- Süden: Benson, 4,2 km
- Südwesten: Dresden, New York, 22,3 km
- Westen: Putnam, New York, 15,7 km

Hinweis: Orwell und Hubbardton besitzen keine gemeinsame Grenze, sind aber derart eng benachbart, dass eine Aufnahme in die obige Liste sinnvoll erscheint.

### Klima
Die mittlere Durchschnittstemperatur in Orwell liegt zwischen −7,2 °C (19 °Fahrenheit) im Januar und 21,7 °C (71 °Fahrenheit) im Juli. Damit ist der Ort gegenüber dem langjährigen Mittel der USA um etwa 10 Grad kühler. Die Schneefälle zwischen Oktober und Mai liegen mit bis zu fünfeinhalb Metern etwa doppelt so hoch wie die mittlere Schneehöhe in den USA, die tägliche Sonnenscheindauer liegt am unteren Rand des Wertespektrums der USA; zwischen September und Mitte Dezember sogar z. T. deutlich darunter.

## Geschichte
Das Gebiet der Town wurde am 8. August 1763 mit einer Fläche von 42 mi² (etwa 108 km²) an einen Benjamin Ferris (lt. Thompson) oder Benjamin Underhill (lt. Deming) verkauft. Zunächst wurde aber nur eine Besiedlung durch zwei Pioniere im Bereich des heutigen Mount Independence dokumentiert. Als sich der Unabhängigkeitskrieg abzeichnete, wurden diese beiden Siedler aber durch Soldaten aus Massachusetts vertrieben, die die Anhöhe, die günstig über einer Engstelle des Lake Champlain und gegenüber einem weiteren Fort lag, besetzten und auf am 18. Juli 1775, bei Eintreffen der Nachricht von der Erklärung der Unabhängigkeit der britischen Kolonien auf amerikanischem Boden vom Mutterland Großbritannien, auf den Namen Mount Independence („Unabhängigkeitsberg“) tauften. Ab 1776 wurden auf der Anhöhe Palisaden und ein Fort errichtet und weitere Truppen stationiert. Bereits im Jahr darauf, 1777, wurden sowohl Fort Ticonderoga als auch der Mount Independence von den Briten erobert.
Zu einer ersten dauerhaften Besiedlung des Gebietes der Town kam es erst nach Ende des Unabhängigkeitskrieges. Für 1783 werden mehrere Siedler genannt, die sich in Orwell niederließen; die Entwicklung der Gegend erfolgte nun rasch. Am 12. Dezember 1787 fand die konstituierende Stadtversammlung mit 70 Stimmberechtigten statt. 1788 wurde der erste eigene Vertreter ins Repräsentantenhaus der Vermont Republic, der Vororganisation des heutigen Vermonts, entsandt. Die erste Kirchengemeinde gründete sich 1789.
Einige Rückschläge musste die Siedlung in der Folge hinnehmen. 1804 forderte eine Dysenterie-Epidemie in 60 Tagen 60 tote Kinder. 1813 grassierte sie erneut, wieder mit einer großen Zahl von Opfern; diesmal aber auch unter den Erwachsenen. Am 13. Mai 1820 rutschte eine zum Teil baumbestandene Fläche von etwa 5 acres (ca. 2 Hektar) Grundfläche um ca. 40 feet (rund 13 Meter) ab und löste eine Flutwelle von einem Meter Höhe auf dem gegenüberliegenden Ufer in etwa 2,5 km Entfernung aus; dabei wurde ein Sägewerk zerstört; es gibt aber keine Berichte von Toten oder Verletzten.
Um 1840 war die Gegend in erster Linie auf Schafzucht ausgerichtet; mehr als 30.000 Tiere wurden im Census 1840 registriert. Kartoffeln und Mais waren die wichtigste Feldfrüchte.
Durch die Eröffnung der Bahnstrecke Leicester–Ticonderoga am 1. Dezember 1871 wurde eine Transportverbindung zwischen New York und den Ballungszentren an der Ostküste der USA geschaffen. Dies beförderte den Absatz von Milchprodukten und Getreide; die Produktion wurde bis etwa 1890 umgestellt. Die Verbindung über den Lake Champlain erfolgte durch eine zum Teil klappbare Holzbrücke, die technisch anfällig war. Ein teilweiser Brückeneinsturz führte bereits im Mai 1923 zur Stilllegung des Abschnittes über den See. Wegen des schlechten Zustandes der Strecke kam es in der Folge zu weiteren Stilllegungen von Streckenabschnitten. Das Verkaufsbüro der Bahngesellschaft in Orwell schloss am 1. Juni 1951; die Gleise wurden noch im selben Jahr entfernt. Der Warentransport fand von nun an auf der Straße statt.
Nach der Einstellung des Bahnverkehrs wurde der Absatz landwirtschaftlicher Produkte, der unverändert bis heute die Haupteinnahmequelle der Bewohner Orwells ist, auf die Straße verlagert. Große Industriebetriebe oder Serviceunternehmen haben sich nicht angesiedelt.

### Religionen
Im Ort ist eine römisch-katholische Gemeinde angesiedelt: St. Paul.

### Einwohnerentwicklung
| Volkszählungsergebnisse – Town of Orwell, Vermont | Volkszählungsergebnisse – Town of Orwell, Vermont | Volkszählungsergebnisse – Town of Orwell, Vermont | Volkszählungsergebnisse – Town of Orwell, Vermont | Volkszählungsergebnisse – Town of Orwell, Vermont | Volkszählungsergebnisse – Town of Orwell, Vermont | Volkszählungsergebnisse – Town of Orwell, Vermont | Volkszählungsergebnisse – Town of Orwell, Vermont | Volkszählungsergebnisse – Town of Orwell, Vermont | Volkszählungsergebnisse – Town of Orwell, Vermont | Volkszählungsergebnisse – Town of Orwell, Vermont |
| ------------------------------------------------- | ------------------------------------------------- | ------------------------------------------------- | ------------------------------------------------- | ------------------------------------------------- | ------------------------------------------------- | ------------------------------------------------- | ------------------------------------------------- | ------------------------------------------------- | ------------------------------------------------- | ------------------------------------------------- |
| Einwohner                                         |                                                   |                                                   |                                                   |                                                   |                                                   |                                                   |                                                   |                                                   |                                                   | 778                                               |
| Jahr                                              | 1800                                              | 1810                                              | 1820                                              | 1830                                              | 1840                                              | 1850                                              | 1860                                              | 1870                                              | 1880                                              | 1890                                              |
| Einwohner                                         | 1386                                              | 1849                                              | 1730                                              | 1598                                              | 1504                                              | 1470                                              | 1341                                              | 1192                                              | 1351                                              | 1265                                              |
| Jahr                                              | 1900                                              | 1910                                              | 1920                                              | 1930                                              | 1940                                              | 1950                                              | 1960                                              | 1970                                              | 1980                                              | 1990                                              |
| Einwohner                                         | 1150                                              | 1065                                              | 942                                               | 835                                               | 876                                               | 902                                               | 826                                               | 851                                               | 901                                               | 1114                                              |
| Jahr                                              | 2000                                              | 2010                                              | 2020                                              | 2030                                              | 2040                                              | 2050                                              | 2060                                              | 2070                                              | 2080                                              | 2090                                              |
| Einwohner                                         | 1185                                              | 1250                                              | 1239                                              |                                                   |                                                   |                                                   |                                                   |                                                   |                                                   |                                                   |

## Wirtschaft und Infrastruktur

### Verkehr
Orwell ist, nach dem Verlust des Bahnanschlusses in den 1950er Jahren, ausschließlich über Straßen an die Außenwelt angeschlossen. Dies sind insbesondere die Vermont State Route 22A, die von Nord nach Süd parallel zum Seeufer durch den Ort zieht und ihn mit Shoreham, Addison und Benson verbindet, sowie die ost-westlich verlaufende Vermont State Route 73, die zur Fähre bei Ticonderoga führt und die Verbindung nach New York darstellt.

### Öffentliche Einrichtungen
Im Ort sind, von den Organen der städtischen Verwaltung und der Grundschule abgesehen, keine öffentlichen Einrichtungen angesiedelt. Das nächstgelegene Krankenhaus ist das Porter Medical Center in Middlebury.

### Bildung
Orwell gehört mit Benson, Castleton und Fair Haven zur Addison-Rutland Supervisory Union.
Die Ortschaft verfügt über eine achtzügige Grundschule mit angeschlossenem Kindergarten, die Orwell Village School. Für weiterführende Schulen müssen die umliegenden Gemeinden, insbesondere Middlebury, angefahren werden.
Die Orwell Free Library befindet sich an der Main Street in Orwell. Sie wurde 1896 von Einwohnern der Town gegründet.

## Persönlichkeiten

### Söhne und Töchter der Stadt
- William P. Kellogg (1830–1918), Politiker und Gouverneur des Bundesstaates Louisiana
- Marsena E. Cutts (1833–1883), Politiker und Vertreter im Repräsentantenhaus

### Persönlichkeiten, die vor Ort gewirkt haben
- Ebenezer J. Penniman (1804–1890), Politiker und Vertreter des Bundesstaates Michigan im Repräsentantenhaus